# Peter Marxer (Rechtsanwalt)
Peter Marxer (* 11. März 1933 in Vaduz; † 30. Mai 2016 ebenda) war ein liechtensteinischer Rechtsanwalt und Politiker.

## Biografie
Peter Marxer wurde 1933 als Sohn von Ludwig Marxer und dessen Frau Franziska, der Tochter des österreichischen Politikers und Juristen Josef Peer, geboren und wuchs mit zwei Schwestern auf. Er studierte von 1953 bis 1957 an der Universität Innsbruck und promovierte dort 1957 zum Dr. iur. Im Anschluss absolvierte er 1958 ein Rechtspraktikum in Feldkirch und Vaduz. 1959 erfolgte seine Zulassung als Rechtsanwalt in Liechtenstein. Marxer wurde nun in der, 1925 von seinem Vater gegründeten, Anwaltskanzlei Marxer & Partner tätig. Nach dem Tod seines Vaters übernahm er die Anwaltskanzlei 1962.
Von 1966 bis 1982 war er für die Fortschrittliche Bürgerpartei (FBP) Abgeordneter im Landtag des Fürstentums Liechtenstein und fungierte von 1967 bis 1982 als Fraktionsführer der FBP. Von 1970 bis 1982 war er Parteipräsident der FBP. Ab 1964 war Marxer Gesellschafter und Präsident des Verwaltungsrates der Confida Treuhand- und Revisions-AG in Vaduz. Ab 1993 war er Gesellschafter der Centrum Bank AG. Des Weiteren war er von 1993 bis 2011 Präsident des Verwaltungsrates der Centrum Bank AG und war ab 2011 Ehrenpräsident des Verwaltungsrates der Centrum Bank AG.
Marxer wurde 1991 der Titel „Fürstlicher Justizrat“ verliehen. Seine Söhne Peter Marxer jun. und Florian Marxer sind ebenfalls als Rechtsanwälte tätig.